# Ядов Яків Петрович
Ядов (Давидов) Яків Петрович (псевдоніми: Жгут, Яків Отрута, Яків Бауман, Пчела, *1873 — †1940) — український письменник, сценарист.

## Біографія
Народився 1873 року в Києві. Помер 1940 року в Москві
Працював в Одесі (газета «Моряк»), Владивостоці, Ленінграді.

## Фільмографія
Автор сценаріїв перших українських агітфільмів:
- «Азіатська гостя» («Всеобуч», 1919),
- «Заляканий буржуй» (1919, у співавт. з Л. Нікуліним),
- «Магнітна аномалія» (1923).